# Platon
Platon (în greaca veche: Πλάτων; Plátōn; n. anii 420 î.Hr., Atena, Atena clasică – d. anii 340 î.Hr., Atena, Atena clasică) a fost un filozof al Greciei antice și fondatorul Academiei din Atena. Este considerat figura pivotantă pentru dezvoltarea filosofiei, în special a tradiției Occidentale. Spre deosebire de ceilalți filosofi contemporani ai săi, întreaga operă a lui Platon se presupune că a supraviețuit intactă pentru mai bine de 2500 de ani.
Alături de profesorul său, Socrate, și de cel mai cunoscut student al său, Aristotel, Platon a pus bazele filosofiei Occidentale și științei. După spusele lui Alfred North Whitehead: „caracterizarea în general cea mai sigură a tradiției filosofice europene este că ea constă într-o serie de note de subsol la scrierile lui Platon.” Dincolo de importantele sale contribuții care au ajutat la închegarea filosofiei, științei și matematicii pe continentul european, Platon este de asemenea adesea considerat ca fiind unul dintre importantele personaje fondatoare ale religiei și spiritualității occidentale. Friedrich Nietzsche, alături de alți gânditori, au caracterizat creștinismul ca fiind „platonism pentru mase”. Influența lui Platon asupra gândirii creștine este adesea văzută ca fiind mediată de către Sfântul Augustin de Hipona, acesta din urmă fiind unul dintre cei mai importanți teologi și filosofi din istoria Creștinătății. 
Platon a inovat dialogul scris și formele dialectice în filosofie, care originează odată cu el. În special prin dialogurile Republica și Legile, Platon pune bazele și filosofiei politice occidentale, producând unele dintre cele mai timpurii tratate politice scrise din perspectivă filosofică. 
La rândul său, Platon a fost profund influențat de predecesori precum Socrate, Parmenide, Heraclit și Pitagora, cu toate că puține dintre textele acestora s-au păstrat și majoritatea cunoștințelor care mai există aceștia provin din dialogurile lui Platon.
Discipolii săi considerau obiectele matematice un intermediar între senzații și idei.

## Biografie
S-a născut într-o familie aristocratică, la Atena sau pe insula Egina (după Diogene Laerțiu) având ca tată pe Ariston (descendent al regelui mitic Codros, ultimul și legendarul rege al Atenei) și ca mamă pe Perictione (care provenea dintr-o familie înrudită cu Solon). Numele său de naștere era Aristocles; Platon a fost o poreclă primită datorită pieptului său lat („Platon” înseamnă „cel lat, întins”).  Copilăria îi este marcată de războiul peloponesiac și de luptele civile între democrați și aristocrați. Tatăl său Ariston moare când Platon era încă un copil, iar mama se căsătorește a doua oară cu Pyrilampos, prieten și colaborator al lui Pericle. Platon avea doi frați, Adeimantos și Glaucon, precum și o soră Potone, mama lui Speusip; acesta din urmă avea să primească o bună parte din moștenirea lui Platon (cf. Constantin Noica, op. cit.).
La 20 de ani îl cunoaște pe Socrate, rămânând alături de el vreme de 8 ani, până la moartea acestuia. Înclinațiile poetice, talentul în domeniul teatrului le-a înnăbușit și s-a dedicat total filosofiei. La moartea lui Socrate (399 î.Hr.) nu a putut fi de față, fiind bolnav. Condamnarea la moarte, nedreaptă, a lui Socrate în 399, de democrația recent instaurată (pentru delict de opinie) l-a îndemnat să-l reabiliteze (Apologia lui Socrate), dialogurile de tinerețe purtând marca puternică a filosofiei socratice.
Refugiat o vreme la Megara, îl cunoaște pe filosoful Euclid din Megara⁠(fr)[traduceți] (450 - 366 î.Hr.), un alt discipol al lui Socrate. Realizează mai multe călătorii: în Egipt se familiarizează cu matematica; în Cirene intră în legătură cu matematicianul Teodor; în coloniile din Italia de Sud face cunoștință cu pitagoreicii; în Sicilia, la Siracuza este invitat de tiranul Dionysios cel Bătrân. O tradiție  spune că Dionysios cel Bătrân l-a vândut pe Platon ca sclav în Egina deoarece îi considera supărătoare prezența, dar prietenii l-au cumpărat și eliberat din sclavie. Acest fapt ar putea explica hotărârea lui Platon de a se retrage din politică și de a deschide o școală de filosofie și științe la Atena, lângă gimnaziul închinat eroului mitologic Academos, de unde și numele Academia. Organizarea școlii era asemănătoare societăților pitagoreice, cu o ierarhie bine structurată. Școala va funcționa aproape 1000 de ani, unul dintre obiectivele ei cele mai importante fiind acela de a contribui la pregătirea politică a oamenilor politici. Academia lui Platon este închisă în 529 d.Hr., la ordinul împăratului Iustinian.
După ce împlinise deja 60 de ani, Platon a mai efectuat două călătorii la Siracuza, în speranța de a-l influența pe Dionysios cel Tânăr, fiul și moștenitorul lui Dionysius cel Bătrân, pentru proiectele sale de reformă politică și filosofică. Din păcate, proiectul eșuează definitiv. S-a stins din viață, după cum spune Cicero, „cu condeiul în mână” („scribens mortuus est”).

## Opera
Este cel dintâi filosof de la care au rămas scrieri complete: 35 de dialoguri și 13 scrisori (dintre care doar una, a șaptea, pare a fi autentică). El a creat specia literară a dialogului, în care problemele filosofice sunt abordate prin discuția dintre mai mulți interlocutori, Socrate fiind cel mai adesea personajul principal. Lewis Campbell a fost primul cercetător care a demonstrat prin studiul stilometric că dialogurile Philebos, Critias, Legile, Timaios și Omul politic pot fi grupate și sunt clar distinse de Parmenide, Phaidros, Republica și Theaitetos. Studiile recente demonstrează imposibilitatea stabilirii ordinii cronologice a dialogurilor, care tradițional sunt grupate după criterii tematice și încearcă să urmărească o evoluție a gândirii lui Platon. Cronologia dialogurilor nu mai poate fi stabilită astăzi decât în linii mari.

### Dialoguri de tinerețe
Aceste dialoguri sunt unite prin prezența lui Socrate și reprezintă cea mai veridică sursă despre personalitatea și filosofia sa, de aceea sunt supranumite „dialoguri socratice”. Majoritatea îl prezintă pe Socrate discutând un subiect de natură etică (prietenia, pietatea) cu un prieten sau cu cineva pe care îl crede expert în domeniu. Cu ajutorul unui șir de întrebări interlocutorii săi înțeleg că cunoștințele lor sunt superficiale și nu sunt adevărate.
- Apărarea lui Socrate (Ἀπολογία Σωκράτους)
- Euthyphron (Εὐθύφρων)
- Criton (Κρίτων)
- Protagoras (Πρωταγόρας)
- Ion (Ἴων)
- Lahes (Λάχης)
- Lysis (Λύσις)
- Charmides (Χαρμίδης)
- Republica (Πολιτεία), cartea I

### Dialoguri de tranziție
În unele din dialogurile din tinerețe, Socrate este prezentat de Platon ca oferind răspunsuri clare la întrebările interlocutorilor, punând baza unei doctrine filosofice. În discuțiile ținute de Socrate intervine și Platon, care începe să promoveze ideile proprii, cum ar fi că bunătatea este înțelepciune, și că nimeni nu face răul cu bunăvoință. Aceste idei probabil aparțineau lui Socrate, dar sunt preluate de Platon și ulterior elaborate. Specifice acestui grup de dialoguri sunt ideile platonice despre imortalitatea sufletului, justiție și cunoștințe. Pentru prima dată, Platon exprimă ideea că cunoștințele vin din înțelegerea formelor (sau esențelor) neschimbătoare ale lucrurilor, astfel elaborând binecunoscuta „teorie a formelor”.
- Gorgias (Γοργίας)
- Menon (Μένων)
- Euthydemos (Εὐθύδημος)
- Hippias Minor (Ἱππίας ἐλάττων)
- Cratylos (Κρατύλος)
- Hippias Maior (Ἱππίας μείζων)
- Menexenos (Μενέξενος)

### Dialoguri de maturitate
- Banchetul (Συμπόσιον)
- Phaidon (Φαίδων)
- Phaidros (Φαῖδρος)
- Republica (Πολιτεία), cărțile II — X

### Dialoguri de bătrânețe
- Theaitetos (Θεαίτητος)
- Parmenide (Παρμενίδης)
- Sofistul (Σοφιστής)
- Timaios (Τίμαιος)
- Omul politic (Πολιτικός)
- Philebos (Φίληβος)
- Critias (Κριτίας)
- Legile (Νόμοι)

## Doctrina

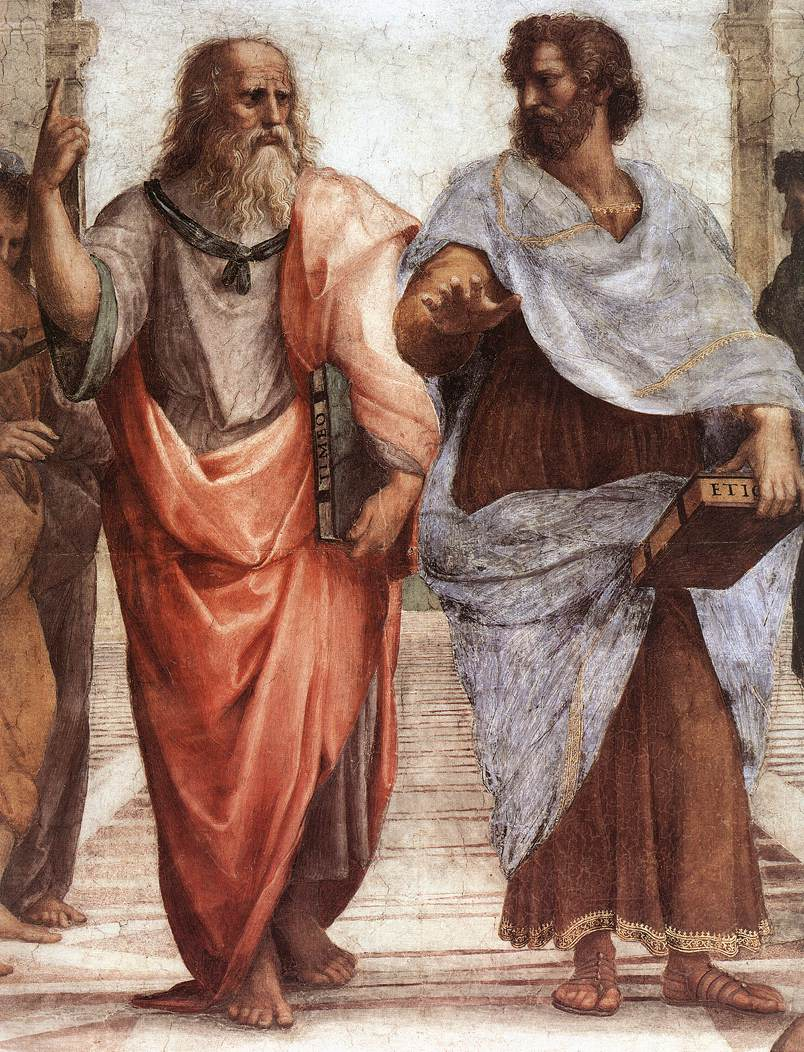
Platon și Aristotel, de Rafael

### Dialectica
Dialectica este metoda prin care se ajunge la cunoașterea ideii, obiectul cunoașterii adevărate (episteme); procedeul prin care se ajunge din lumea sensibilă în lumea suprasensibilă; în cunoașterea metafizică intervine intelectul analitic (dianoia) și intelectul pur (nous). Mitul peșterii este o imagine alegorică a lumii și a modului cum poate fi cunoscută.

### Metafizica
Platonismul este un termen folosit de savanți pentru a se referi la consecințele intelectuale ale negării realității lumii materiale. În unele dialoguri, cel mai remarcabil, în Republica, Socrate inversează intuiția oamenilor despre ce se poate cunoaște și ce este realitate. În timp ce toți oamenii acceptă realitatea obiectelor, care sunt perceptibile simțurilor lor, Socrate are o atitudine disprețuitoare față de oamenii, care cred că pentru a deveni reale lucrurile trebuie să fie palpabile. În Theaetetus, el îi numește „eu mousoi: ad literam «fericiți fără muze»”(Theaetetus 156a). Cu alte cuvinte, acești oameni trăiesc fără inspirația divină, care îi dă lui, și altor oameni ca el, accesul la înțelesuri superioare despre realitate.
Ideea lui Socrate, că realitatea nu este disponibilă celor ce folosesc simțurile, a creat divergențe cu locuitorii Atenei și cu simțul comun. Socrate credea că cel care vede cu ochii este orb, și această idee este cel mai des amintită în legătură cu alegoria peșterii. Alegoria peșterii (Republica 7. 514a) este o asemănare paradoxală prin care Socrate argumentează că lumea invizibilă este cea mai inteligibilă („noeton”) și că lumea vizibilă („(h)oraton”) este cel mai puțin posibilă pentru cunoaștere, și cea mai obscură.

### Teoria ideilor
Teoria ideilor reprezintă nucleul filosofiei platonice ce se regăsește în Phaidon, Republica (cărțile VI — VII), Banchetul și Phaidros.
Distincția existența sensibilă/existența inteligibilă este baza teoriei ideilor; planul existenței sensibile este acela al realității aparente, accesibilă cunoașterii prin simțuri, lumea Peșterii care fundamentează opinii (doxa); planul existenței inteligibile este acela accesibil doar cunoașterii de tip rațional, lumea din afara Peșterii, lumea Formelor Pure, a Ideilor, lumea metafizică a realității esențiale.
Ideile se caracterizează prin:
- Desemnează o existență absolută (sunt simple)
- Sunt o existență substanțială (există în sine și prin sine)
- Reprezintă o existență eternă
- Desemnează o existență universală (ideea închide în sine toate calitățile particulare)
- Desemnează o existență imuabilă (neschimbătoare)

Lumea sensibilă este o copie palidă a lumii Ideilor; corpurile fizice nu au realitate decât dacă participă („methexis”) la Idei ca prototipuri („paradigma”) ale lucrurilor.
„Mitul Peșterii” (Republica, cartea a VII–a):
- simboluri:
  - peștera — lumea sensibilă (a realității aparente);
  - întunericul peșterii — ignoranța omului incult, limitat;
  - lanțurile — prejudecățile, simțurile care ne limitează;
  - focul — lumina cunoașterii;
  - umbrele de pe peretele peșterii — imaginile corpurilor fizice, aparențele care generează opinii întâmplătoare (păreri, rodul percepțiilor și al imaginației);
  - corpurile purtate prin fața focului — aparențele adevărate, realitatea fizică, generează opiniile adevărate („orthe doxa”), suișul greu spre ieșirea din peșteră — drumul inițiatic spre cunoașterea esențială, cunoașterea prin intelectul analitic;
  - contemplarea lumii din afara peșterii — cunoașterea metafizică, prin intelectul pur (episteme, cunoașterea adevărată prin intelect și rațiune)
  - Soarele — Ideea Binelui (Perfecțiunea)

Sufletul se aseamănă cu Ideile pentru că este simplu, nemuritor, cunoaște lumea inteligibilă printr-un proces de conversiune a cărui forță o constituie erosul (iubirea — are ca efect uitarea, în vederea dobândirii purității primare); cunoașterea Ideilor este doar o reamintire („anamnesis”) a sufletului încarcerat în corpul fizic (ideea corpului — închisoarea este o reminescență a orfismului); menirea sufletului este să pregătească omul pentru moarte (eliberarea sufletului nemuritor și întoarcerea în lumea ideilor); condiția eliberării definitive a sufletului este o viață virtuoasă; filosofia este pregătirea sufletului pentru recunoașterea imortalității sale.
Teoria Ideilor a fost sever criticată de către Aristotel, dar și de către Plato în dialogul Parmenide.

### Teoria formelor
„Teoria formelor” se referă la încrederea lui Platon precum, că lumea materială care ne înconjoară nu este una reală, ci numai o umbră a lumii reale. Platon vorbea despre forme când încerca să explice noțiunea de universalii. Formele, după Platon, sunt prototipuri sau reprezentări abstracte a unor tipuri sau proprietăți (adică universalii) a lucrurilor pe care le vedem în jurul nostru.

### Statul ideal
- Este statul în care domnește dreptatea, o virtute conform căreia fiecare tip uman se ocupă de ceea ce-i este orânduit prin funcția sufletească dominantă: cei capabili de practicarea virtuții rațiunii (înțelepciunea) elaborează legi, cei capabili de practicarea virtuții părții pasionale (curajul) se ocupă cu apărarea, iar cei înzestrați cu posibilitatea practicării virtuții corespunzătoare părții apetente a sufletului (cumpătarea) sunt responsabili de asigurarea resurselor. Există astfel o ierarhie a unor clase sociale determinate natural: înțelepții, militarii, respectiv agricultorii și meșteșugarii.
O altă condiție a oikeiopragiei (în afară de practicarea de către fiecare tip uman a acelor activități care i se potrivesc) este păstrarea ierarhiei claselor.

Scopul statului este realizarea binelui tuturor:
- Clasele sociale, orânduite ierarhic, corespund celor trei părți ale sufletului: clasa meșteșugarilor (demiurgii) corespunde părții apetente, clasa războinicilor (apărătorii, phylakes) corespunde părții pasionale, clasa conducătorilor (archontes, filosofii sau înțelepții) corespunde părții raționale.
- Comunismul aristocratic — luptătorii și conducătorii, pentru a nu fi ispitiți de putere sau de preocupări care nu sunt proprii virtuților lor, nu vor poseda nimic personal (proprietăți, bani, femei) ci totul va fi în comun (casă, avere, femei, copii).
- Femeile au aceleași drepturi și obligații ca și bărbații.
- Este o aristocrație a rațiunii, înțeleasă de unii exegeți drept teocrație laică, deși statul rațiunii și a contemplării Ideilor la Platon are și un sens religios.
- Armonia statului se realizează numai când conducătorii sunt filosofi, demiurgii îi hrănesc pe apărători și conducători, iar apărătorii se ocupă numai de siguranța statului.
- Formele degenerate (imperfecte) ale statului:
  - timocrația — conducerea de către soldați
  - oligarhia — conducerea exercitată de cei bogați
  - democrația — conducerea poporului (periculoasă pentru că încurajează ignoranța — înțeleasă de cei ignoranți drept gândire liberă, promovarea scopurilor personale, egalitatea — cu sensul de părăsire a oikeiopragiei,  alegerea capricioasă a conducătorilor)
  - despotismul — cea mai rea formă de corupere a puterii (un individ acaparează puterea și conduce de dragul propriei măriri)
- Cetatea sau statul ideal conceput în dialogul Republica nu este un proiect politic, ci o analogie utilizată de Platon pentru a putea răspunde la întrebarea ce indică tema dialogului: „Ce este dreptatea?”. Astfel, teoria facultăților și virtuților sufletului, precum și proiectarea ei asupra ideii de stat, reprezintă un model pentru identificarea formei dreptății ca oikeiopragia. Nici statul ideal, nici sufletul perfect armonizat în acord cu dreptatea, nu există în lumea sensibilă. În domeniul sensibil, al lucrurilor corporale, există numai formele corupte ale Ideilor sau paradigelor (fie că este vorba de Ideea de Cetate, fie de altele).

## Ediții
- Omnia Platonis Opera, Venise, 1513.
- Platonis omnia Opera cum commentariis Procli in Timaeum et Politica, Bale, 1534.
- Platonis Opera quae extant omnia, ex nova Joan. Serrani interpretatione, perpetuis ejusdem notis illustrata, 3 vol., Paris, H. Estienne, 1578.